# Медиальный пучок переднего мозга
Медиальный переднемозговой пучок (англ. Medial forebrain bundle, MFB) — группа волокон, связывающая различные структуры среднего и переднего мозга. Краниально начинается с предспаечной области свода, обонятельной луковицы и ядер перегородки, проходит через базальный передний мозг и боковой гипоталамус. MFB содержит соединения дофаминергического мезолимбического пути, связывающего вентральную область покрышки c прилежащим ядром, и считается важной частью нейрональной системы вознаграждения. Возможность добровольной активации MFB вызывает у подопытных животных подкрепляющуюся самостимуляцию.